# Ryan Gauld
Ryan Gauld (* 16. Dezember 1995 in Aberdeen) ist ein schottischer Fußballspieler, der derzeit bei den Vancouver Whitecaps spielt.

## Karriere

### Verein
Ryan Gauld wurde im Dezember 1995 in der im Nordosten von Schottland gelegenen Stadt Aberdeen geboren. Er begann seine Fußballkarriere – die er im Alter von acht Jahren startete – zunächst in der Jugend von Brechin City, bevor er in die Youth Academy von Dundee United wechselte. Er debütierte für die Tangerines am letzten Spieltag der Scottish Premier League 2011/12 gegen den FC Motherwell unter Teammanager Stuart McCall. Mit United erreichte er das Schottische Pokalfinale 2013/14, das gegen den FC St. Johnstone mit 0:2 verloren ging.
Zur Saison 2014/15 wechselte Gauld in die portugiesische Primeira Liga zu Sporting Lissabon. Dort kam er bisher (9. Oktober 2014) in der zweiten Mannschaft in der zweitklassigen Segunda Liga zum Einsatz.
Im Juli 2017 wurde Gauld für eine Saison an Desportivo Aves ausgeliehen.

### Nationalmannschaft
Ryan Gauld debütierte im Jahr 2012 in der schottischen U-19-Nationalmannschaft gegen die Niederlande. Neben regelmäßigen Einsätzen in der U-19, spielte er ab 2013 auch in der schottischen U-21-Auswahl, für die er gegen Georgien erstmals auflief.